# Tre'von Moehrig
(en) Statistiques sur pro-football-reference
Tre'von Moehrig-Woodard, dit Tre'von Moehrig, né le 16 juin 1999 à Spring Branch (Texas), est un sportif professionnel américain de football américain jouant au poste de free safety dans la National Football League (NFL) depuis la saison 2021 et pour la franchise des Panthers de la Caroline dès 2025.Auparavant, au niveau universitaire, il a joué pour les Horned Frogs de l'université chrétienne du Texas (TCU) avant d'être sélectionné en 43e choix global lors du deuxième tour de la draft 2021 par la franchise des Raiders de Las Vegas où il joue pendant quatre saisons avant de rejoindre les Panthers en 2025.

## Biographie

### Jeunesse
Moehrig fréquente le lycée Smithson Valley à Spring Branch situé au nord de San Antonio au Texas, où il joue au poste de cornerback avec leur équipe des Rangers. Avant sa saison senior, il annonce via son Twitter qu'il se lie avec les Horned Frogs de TCU.

### Carrière universitaire
Étudiant à l'université chrétienne du Texas, il y joue pour les Horned Frogs pendant trois saisons (2018 à 2020) au sein de la NCAA Division I FBS.

### Carrière professionnelle
Sélectionné lors de la draft 2021 par les Raiders de Las Vegas, les performances de Moehrig durant sa saison rookie lui permettent d'être sélectionné dans l'équipe des meilleurs rookies de la saison 2021 en compagnie de son coéquipier Nate Hobbs. Il est l'un des huit joueurs sélectionné à ne pas avoir été choisi au premier tour de la draft.
Le 12 mars 2025, Moehrig signe un contrat de trois ans pour un montant de 51 millions de dollars avec les Panthers de la Caroline.